# David Hobbs

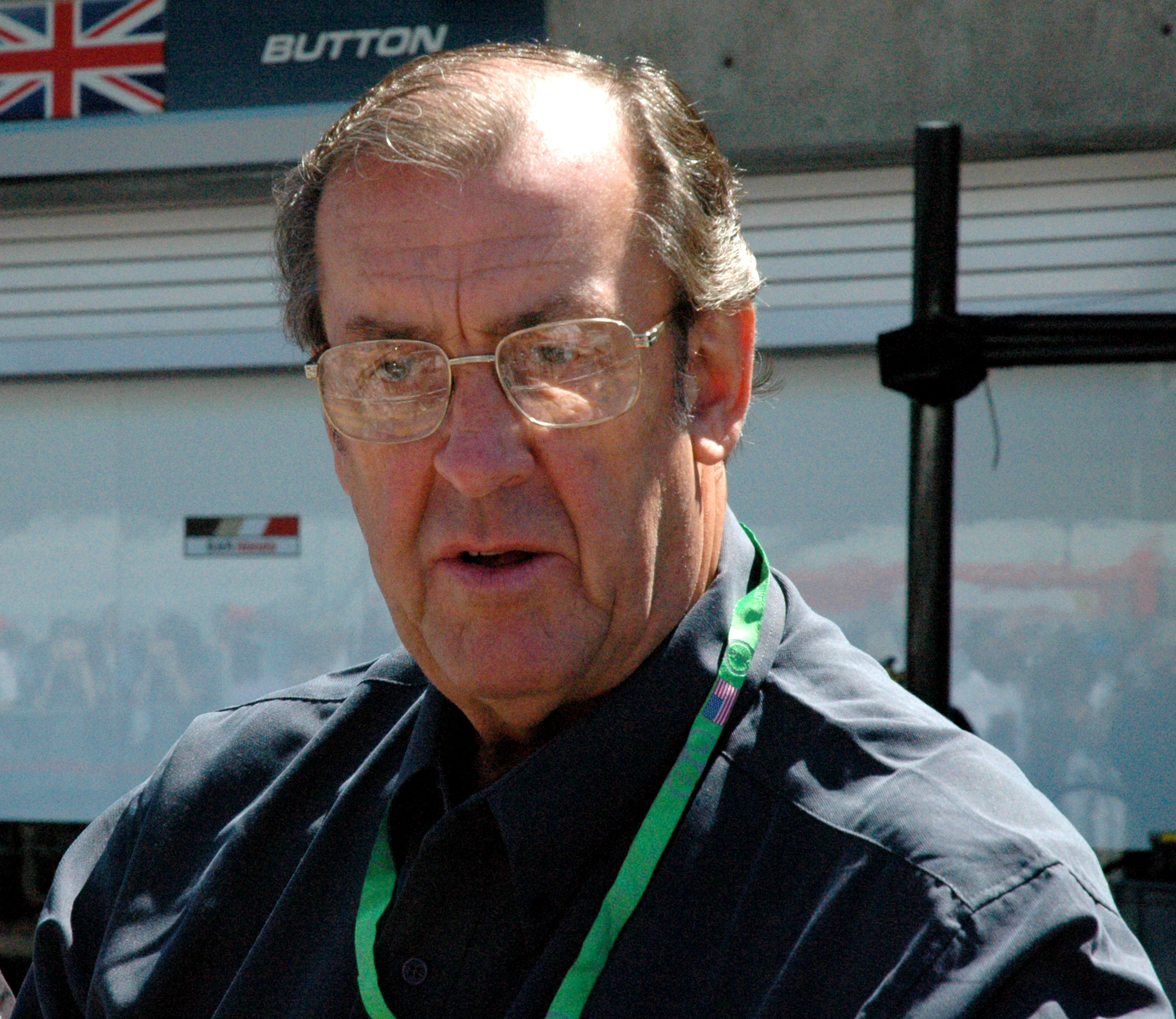
David Hobbs in 2005

David Wishart Hobbs (9 juni 1939) is een voormalig Brits Formule 1-coureur. Hij nam tussen 1967 en 1974 deel aan zes Grands Prix voor de teams BRM, Honda en McLaren, waarin hij geen punten scoorde.